# Tanystylum ulreungum
Tanystylum ulreungum är en havsspindelart som beskrevs av Kim, I.H. 1983. Tanystylum ulreungum ingår i släktet Tanystylum och familjen Ammotheidae. Inga underarter finns listade i Catalogue of Life.